# Liste der Stadtoberhäupter von Essen
Diese Liste führt die Stadtoberhäupter der Stadt Essen auf.

## Bürgermeister bis zur Einführung des preußischen Magistrats 1804
Bürgermeister von 1311 bis 1804:

### 14. Jahrhundert
| - 1311: Friederich Kravge (proconsul), Hersone Peghe, Hermanus Schultetus de Veyhave - 1334: Henricus dictus oppen Graue, Wennemar de Lutz, Röttgerus de Veihaue, Schultetus - 1338: Henricus dictus oppen Graue, Inne Hagene, Henricus dictus oppen Brink - 1343: Hinrich Pege, Henricus in der Aue - 1353: Röttger Kindt, Henricus Winre - 1354: Albert Pege, Henricus in der Aue - 1357: Albert Pege, Hermann Berne, Euert Ouerlak, Richter - 1358: Hersone de Bareschede, Röttger Kindt - 1359: Hersone de Bareschede, Johann Seper - 1362: Röttger Kindt, Johann Seper, Gerhard van der Wysche (Wiese), Richter | - 1364: Hermann Berne, Röttger Kindt - 1368: Hense de Bareschede, Röttger Kindt - 1372: Röttger Kindt, Johann im Hagen - 1373: Dietrich von Stro, Richter - 1374: Röttger Kindt, Hintze von Bareschede - 1378: Tilmann von Brendberge, Hermann Hemensene, Gert von der Wysche, Richter - 1380: Röttger Kindt, Tilmann von Brendberge, Johann von der Dorneborg, anders geheißen Aschebruch; Richter Amtmann - 1384: Johann Passe, Conrad Grüter, Johann Kuhlhoff, Richter - 1395: Conraedt Grüter, Henrik Hemelstöter |

### 15. Jahrhundert
| - 14000: Arndt Ouerkamp, Röttger Pege, Diedrich von dem Vittinkhoven, Richter - 14110: Johann de Swarte von der Waßservurdt, Richter - 14120: Godhardt Brie, Röttger Pege, Johann von Horle geheißen Duyst, Richter - 1422 – 1423: Dietrich Renßberg, Henrik van Lansberg - 14320: Hermann Borchardts, Henrik van Lansberg - 14330: Henrik in dem Bungardt, Hermann Borchardts - 14340: Johann van Steinhus, Henrik in dem Bungardt - 14350: Friedrich Voß, Johann van Steinhus - 14360: Friedrich Voß, Hermann Borchardts - 14370: Henrik in dem Bungardt, Hermann Borchardts - 14380: Henrik in dem Bungardt, Johann van Steinhus - 14390: Friedrich Voß, Johann van Steinhus - 1440 – 1441: Johann van Steinhus, Henrik Hemelstöter - 14420: fehlendes Protokoll - 14430: Friedrich Voß, Johann van Steinhus - 1444 – 1445: Friedrich Voß, Henrik Hemelstöter - 14460: Friedrich Voß, Johann van Steinhus - 14470: Friedrich Voß, Goswin van Becke - 1448 – 1449: Johann van Steinhus, Goswin van Becke - 14500: Friedrich Voß, Johann van Steinhus - 1451 – 1452: fehlende Ordination im Protokoll - 14530: Johann van Steinhus, Henrik Hemelstöter - 1454 – 1455: Hermann Borchardts, Henrik Hemelstöter | - 1456 – 1457: Johann van Steinhus, Henrik Hemelstöter - 14580: Johann van Steinhus, Johann Voß - 1459 – 1460: Johann van Steinhus, Henrik Hemelstöter - 1461 – 1462: Johann van Steinhus, Wennemar Becker - 14630: Henrik Hemelstöter, Wennemar Becker - 1464 – 1465: Wennemar Becker, Johann Kelser - 1466 – 1469: Wennemar Becker, Dietrich van Twingbork - 14700: Wennemar Becker, Everhard Beretorp - 14710: Everhard Beretorp, Engelbert Markt - 1472 – 1474: Everhard Beretorp, Wennemar Becker - 1475 – 1477: Wennemar Becker, Dietrich van Twingbork - 14780: Johann van Steinhus, Everhard Wrutte - 14790: Everhard Wrutte, Dietrich van Twingbork - 1480 – 1481: Dietrich van Twingbork, Johann van Steinhus - 14820: Dietrich van Twingbork, Hermann Stenes - 1483 – 1489: Johann Krösen, Hermann Stenes - 14900: Hermann Stenes, Johann van Steinhus - 14910: Johann van Steinhus, Henrik Büderich - 14920: Henrik Büderich, Johann Krösen - 14930: Johann Krösen, Hermann Stenes - 1494 – 1497: Hinrik Segebade, Jan van Sevenar - 1498 – 1500: Hinrik Stens, Hinrik Segebade |

### 16. Jahrhundert
| - 1501 – 1502: Hinrik Segebade, Kurt Grote - 15030: Kurt Grote, Hinrik Pege - 1504 – 1505: Hinrik Pege, Hinrik Segebade - 15060: Hinrik Segebade, Hinrik Pege - 15070: Hermann Stenes, Hinrik Pege - 1508 – 1509: Hinrik Pege, Peter van Büderich - 1510 – 1511: Hinrik Pege, Henrik Smelink - 1512 – 1514: Hinrik Pege, Peter van Büderich - 1515 – 1518: Hinrik Pege, Henrik Smelink - 15190: Peter van Büderich, Adolph Borchardts - 1520 – 1521: Adolph Borchardts, Henrik Smelink - 15220: Henrik Smelink, Johann Lindemann - 1523 – 1524: Johann Lindemann, Gert Kroesen - 1525 – 1531: Gerhart Kroesen, Arndt Smelink - 15310: Gerhart Kroesen, Wennemar van Hoenseler - 15320: Henrik Smelink, Wennemar van Hoenseler | - 15330: Henrik Smelink, Johann Peghe - 15340: Johann Peghe, Johann Schrenen - 1535 – 1536: Johann Schrenen, Diedrich von Sevenar - 1537 – 1539: Diedrich von Sevenar, Hermann Grimolt - 15400: Hermann Grimolt, Arndt Smelink - 1541 – 1543: Arndt Smelink, Johann Schrenen - 1544 – 1553: Arndt Smelink, Hinrik van Aken - 1554 – 1555: Hinrik van Aken, Johann Schrenen - 1556 – 1560: Hinrik van Aken, Christofer Bade - 1561 – 1582: Hinrik van Aken, Jürgen Wismann - 1583 – 1584: Jürgen Wismann, Johann Bitter gen. Stecke - 15850: Jürgen Wismann, Hinrik van Aken - 1586 – 1587: Jürgen Wismann, Röttger van Deves - 15880: Röttger van Deves, Diedrich Hecke - 15890: Röttger van Deves, Johann Smelink - 1590 – 1599: Röttger van Deves, Johann Stratmann |

### 17. Jahrhundert
| - 16000: Philipp von Sevenar, Henrik Stecke - 16010: Philipp von Sevenar, Jonas von Basserodt - 1602 – 1603: Philipp von Sevenar, Henrik Stecke - 16040: Philipp von Sevenar, Jonas von Basserodt - 1605 – 1608: Jonas von Basserodt, Henrik Stecke - 1609 – 1618: Henrik Stecke, Diedrich Voß - 1619 – 1622: Jonas von Basserodt, Henrik Stecke - 16230: Jonas von Basserodt, Henrik Stecke - 16240: Henrik Stecke, M. Berk - 1625 – 1627: Jonas von Basserodt, Diedrich Voß - 16280: (bis 8. September) Jonas von Basserodt, Gerhard von Sevenar - 1628 – 1629: (kath. Rat) Arnold Tutmann, Johann Stron - 1630 – 1633: Jonas von Basserodt, Gerhard von Sevenar - 1634 – 1636: Gerhard von Sevenar, Johannes Schoß - 1637 – 1640: Heinrich Stecke, Johannes Schoß - 1641 – 1642: Henricus Leimgardt, Mathias Klocke - 1643 – 1644: Heinrich Stecke, Henricus Hasselmann - 1645 – 1646: Heinrich Stecke, Mathias Klocke | - 16470: Heinrich Stecke, Henricus Leimgardt - 1648 – 1651: Henricus Leimgardt, Johannes Schoß - 1652 – 1653: Arnold Erlsbergs, Diedrich Varnhorst - 16540: Diedrich Varnhorst, Mathias Klocke - 1655 – 1656: Mathias Klocke, Georg Nedelmann - 1657 – 1662: Heinrich Leimgardt, Diedrich Varnhorst - 1663 – 1667: Heinrich Leimgardt, Ludger Severin - 1668 – 1669: Ludgerus Severin, Heinrich Huyssen - 1670 – 1672: Ludgerus Severin, Georg Brüning - 16730: Georg Brüning, Heinrich Leimgardt, ab 22. Februar - 16730: Georg Brüning, Rudolph Lözel; am 6. April 1673 wurden von den eingerückten französischen Militärs gewählt - 1674 – 1679: Georg Brüning, Heinrich Leimgardt - 1680 – 1684: Heinrich Leimgardt, Georg Westerdorf - 1685 – 1689: Heinrich Leimgardt, Diedr. Matth. Beckmann - 1690 – 1692: Diedr. Matth. Beckmann, Arnold Huyssen - 1693 – 1695: Heinrich Leimgardt, Arnold Huyssen - 1696 – 1699: Arnold Huyssen, Diedr. Matth. Beckmann |

### 18. Jahrhundert

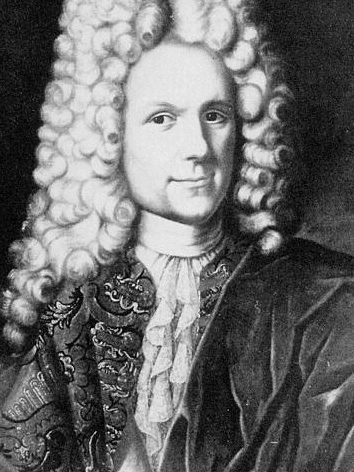
Johann Heinrich Kopstadt (1691–1753), deutscher Hofrat, Lehnkanzlei-Direktor und Bürgermeister von Essen.

- 1700000000: Heinrich Leimgardt, Diedrich Math. Beckmann
- 1701000000: Heinrich Leimgardt, Arnold Huyssen
- 1702000000: Arnold Huyssen, Heinrich Leimgardt
- 1703000000: Arnold Krupp, Wennemar Bernhorst
- 1704000000: Arnold Krupp, Diedrich Math. Beckmann
- 1705000000: Arnold Krupp, Arnold Huyssen
- 1706000000: Diedrich Math. Beckmann, Arnold Krupp
- 1707000000: Arnold Krupp, Diedrich Math. Beckmann
- 1708000000: Arnold Krupp, Arnold Huyssen
- 1709 – 1733: Arnold Huyssen, Arnold Krupp
- 1734000000: Johann Heinrich Kopstadt, Arnold Krupp
- 1735 – 1750: Johann Heinrich Kopstadt, Johann Georg Nedelmann
- 1751 – 1762: Johann Georg Nedelmann, Heinrich Adolph Spener
- 1763 – 1782: Heinrich Arnold Kopstadt, Heinrich Adolph Spener
- 1783 – 1786: Heinrich Arnold Kopstadt, Georg Heinrich Brüning (* 25. November 1727 in Essen; † 14. Januar 1806 ebenda)
- 1787 – 1804: Georg Heinrich Brüning, Theodor Wilhelm Varnhorst

## Bürgermeister seit der Einführung des preußischen Magistrats 1804
Nachdem Napoléon in den Modellstaaten des Rheinbunds eine Verwaltung nach französischem Vorbild eingeführt hatte, wurden die Bürgermeister Maire genannt.
| - 1804 – 1808: Theodor Wilhelm Varnhorst - 1808 – 1811: Karl Friedrich Wilhelm Müller (ab 1810 Maire) - 1811 – 1813: Anton Carl Ludwig von Tabouillot (Maire) - 1813 – 1818: Heinrich Arnold Huyssen - 1818 – 1821: Anton Klein | - 1821 – 1833: Johann Conrad Kopstadt - 1833 – 1847: Bertram Pfeiffer - 1847 – 1858: Johann Heinrich Horstmann - 1859 – 1868: Ernst Heinrich Lindemann - 1868 – 1886: Gustav Hache |

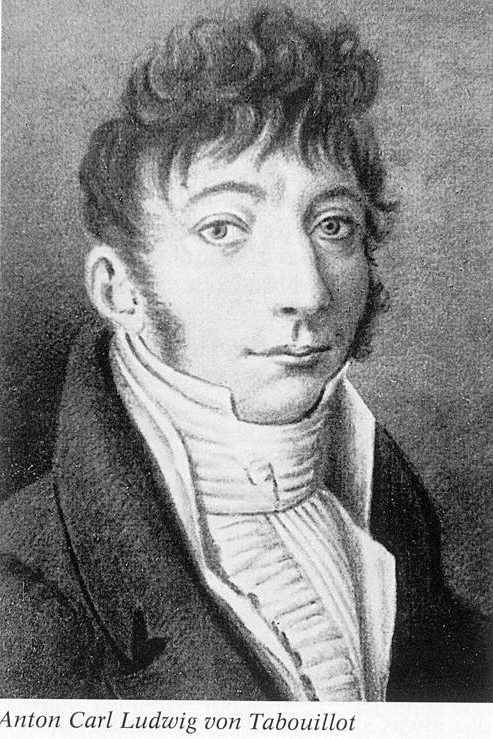
Anton Carl Ludwig von Tabouillot
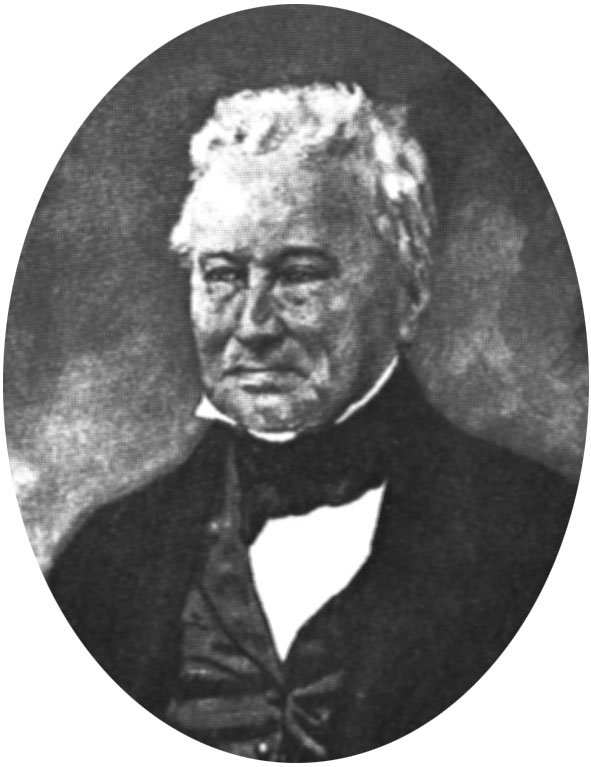
Heinrich Arnold Huyssen
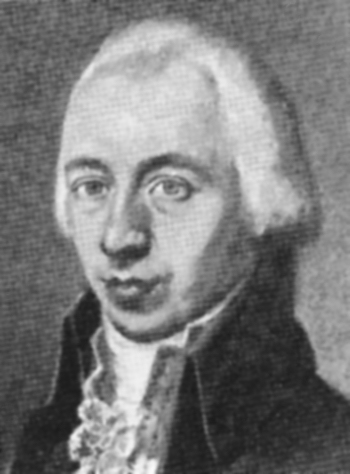
Johann Konrad Kopstadt
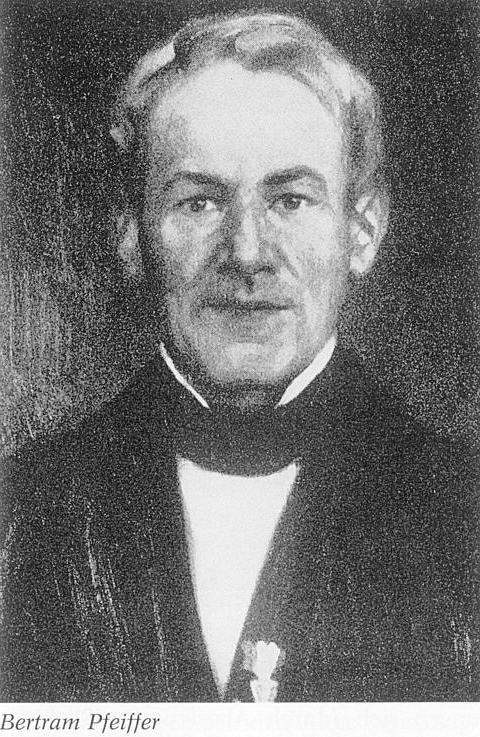
Bertram Pfeiffer
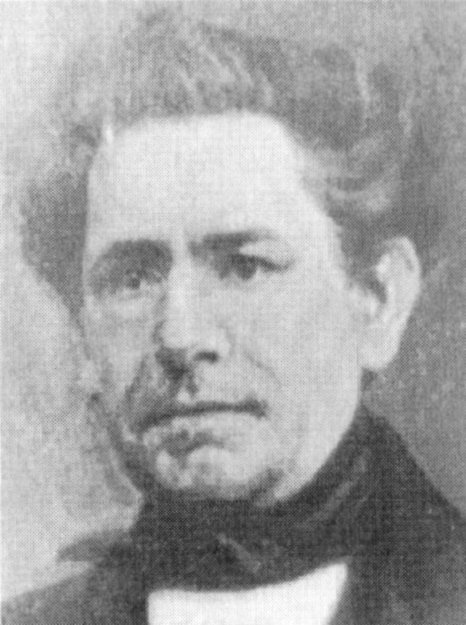
Johann Heinrich Horstmann
Ernst Heinrich Lindemann
Gustav Hache

## Oberbürgermeister (seit 1873)
Am 27. Juni 1873 wurde, nachdem Essen aus dem Landkreis Essen ausgeschieden war, die Bezeichnung Oberbürgermeister für den ersten Bürgermeister der kreisfreien Stadt eingeführt.
| - 1868 – 1886: Gustav Hache (seit 11. Juli 1873 Oberbürgermeister) - 1886 – 1906: Erich Zweigert - 1906 – 1918: Wilhelm Holle - 1918 – 1924: Hans Luther, Zentrum - 1924 – 1932: Franz Bracht, Zentrum - 1932 – 1933: Heinrich Maria Martin Schäfer, Zentrum - 1933 – 1937: Theodor Reismann-Grone, NSDAP - 1937 – 1945: Just Dillgardt, NSDAP - 1945 – 1946: Hugo Rosendahl, Zentrum - 19460: Heinz Renner, KPD | - 1946 – 1949: Gustav Heinemann, CDU - 1949 – 1956: Hans Toussaint, CDU - 1956 – 1969: Wilhelm Nieswandt, SPD - 1969 – 1984: Horst Katzor, SPD - 1984 – 1989: Peter Reuschenbach, SPD - 1989 – 1999: Annette Jäger, SPD - 1999 – 2009: Wolfgang Reiniger, CDU - 2009 – 2015: Reinhard Paß, SPD - 2015 – 0: Thomas Kufen, CDU |

|   | Bild | Name (Lebensdaten)                        | Partei  | Amtsantritt | Ende der Amtszeit |
| - | ---- | ----------------------------------------- | ------- | ----------- | ----------------- |
| - |      | Gustav Hache (1835–1886)                  |         | 1868        | 1886              |
|   |      | Erich Zweigert (1849–1906)                |         | 1886        | 1906              |
|   |      | Wilhelm Holle (1866–1945)                 |         | 1906        | 1918              |
|   |      | Hans Luther (1879–1962)                   | Zentrum | 1918        | 1924              |
|   |      | Franz Bracht (1877–1933)                  | Zentrum | 1924        | 1932              |
|   |      | Heinrich Maria Martin Schäfer (1879–1951) | Zentrum | 1932        | 1933              |
|   |      | Theodor Reismann-Grone (1863–1949)        | NSDAP   | 1933        | 1937              |
|   |      | Just Dillgardt (1889–1960)                | NSDAP   | 1937        | 1945              |
|   |      | Hugo Rosendahl (1884–1964)                | Zentrum | 1945        | 1946              |
|   |      | Heinz Renner (1892–1964)                  | KPD     | 1946        | 1946              |
|   |      | Gustav Heinemann (1899–1976)              | CDU     | 1946        | 1949              |
|   |      | Hans Toussaint (1902–1977)                | CDU     | 1949        | 1956              |
|   |      | Wilhelm Nieswandt (1898–1978)             | SPD     | 1956        | 1969              |
|   |      | Horst Katzor (1918–1998)                  | SPD     | 1969        | 1984              |
|   |      | Peter Reuschenbach (1935–2007)            | SPD     | 1984        | 1989              |
|   |      | Annette Jäger (1937–2023)                 | SPD     | 1989        | 1999              |
|   |      | Wolfgang Reiniger (* 1944)                | CDU     | 1999        | 2009              |
|   |      | Reinhard Paß (* 1955)                     | SPD     | 2009        | 2015              |
|   |      | Thomas Kufen (* 1973)                     | CDU     | 2015        | amtierend         |

## Oberstadtdirektoren 1946–1999
Ab 1946 wurde in Essen, durch den Einfluss der Britischen Besatzungsmacht, zusätzlich zum ehrenamtlichen Oberbürgermeister ein Oberstadtdirektor gewählt, der die Verwaltung leitete. Mit der Kommunalwahl 1999 wurde das Amt abgeschafft und die Aufgaben dem nun hauptamtlichen Oberbürgermeister übertragen.
| - 1946 – 1950: Hugo Rosendahl, Zentrum - 1950 – 1957: Hellmuth Greinert, SPD - 1957 – 1963: Friedrich Wolff, SPD - 1964 – 1974: Karl-Heinz Rewoldt, SPD | - 1974 – 1981: Ernst Finkemeyer, SPD - 1982 – 1995: Kurt Busch, SPD - 1995 – 1999: Hermann Hartwich, SPD |